# Polygrammodes limitalis
Polygrammodes limitalis là một loài bướm đêm trong họ Crambidae.